# Монтанаро, Сабино
Сабино Аугусто Монтанаро Сиарлети (исп. Sabino Augusto Montanaro Ciarleti; 30 июля 1922, Асунсьон — 10 сентября 2011, Асунсьон) — парагвайский крайне правый политик и государственный деятель, министр внутренних дел в 1966—1989 годах. Ближайший сподвижник Альфредо Стресснера, руководитель репрессивного аппарата стронистского режима. После падения диктатуры эмигрировал. Вернулся в Парагвай через двадцать лет. Был обвинён в незаконных репрессиях и привлечён к судебной ответственности. Умер под домашним арестом.

## Юрист-стронист
Происходил из среды асунсьонского среднего класса. В молодости поступил в Военное училище; его однокашником был Андрес Родригес. Был отчислен за нарушения дисциплины. Занимался юридической практикой, был юрисконсультом полиции Асунсьона. Приобрёл известность как адвокат. По характеру отличался жесткостью и высокомерием.
Сабино Монтанаро придерживался крайне правых политических взглядов. Состоял в партии Колорадо. В 1954 он решительно поддержал государственный переворот, приведший к власти Альфредо Стресснера. Выдвинулся в руководстве Колорадо как активный стронист. Был приближен к Стресснеру, являлся его личным другом.
В 1963 президент Стресснер включил Сабино Монтанаро в состав правительства на посту министра юстиции и труда. В 1966 Монтанаро был назначен министром внутренних дел Парагвая (сменил в этой должности Эдгара Инсфрана).

## Министр «Золотого квадрата»
Во главе МВД Сабино Монтанаро стал руководителем мощного карательного аппарата стронистской диктатуры. В его ведении находились полиция и службы политического сыска — Департамент расследований столичной полиции (DIPC) и Национальный директорат по техническим вопросам (DNAT). Под началом Монтанаро служили такие практики политических репрессий, как Пастор Коронель, Антонио Кампос Алум, Рамон Дуарте Вэра, Альберто Буэнавентура Кантеро. На МВД замыкались либо тесно взаимодействовали партийные милиции Колорадо типа эскадронов смерти — отряды Macheteros de Santani Пастора Коронеля, формирования Garroteros партийного функционера Рамона Акино.
За период министерства Монтанаро тысячи людей были арестованы, подвергнуты пыткам и тюремному заключению. Жёстко подавлялись антиправительственные мятежи и подпольные группы. Преследовались активисты оппозиционных партий — Либеральной, Революционной фебреристской (РФП), Коммунистической (ПКП), движения МОПОКО. Были убиты лидер МОПОКО Агустин Гоибуру, лидеры ПКП Антонио Майдана, Мигель Анхель Солер, прошли через аресты и пытки лидеры РФП Роке Гаона, Игнасио Ирамайн.
Своеобразным символом стронистских репрессий стала расправа над Марио Шерером Проно, лидером подпольной Военно-политической организации — в апреле 1976 он был схвачен тайной полицией вместе с беременной женой Гильерминой и погиб под пытками. Ответственность за пытки и смерть Шерера Проно возлагается на Монтанаро лично. Он персонально обвинялся также (наряду с Коронелем, Буэнавентурой, самим Стресснером) в пытках и убийствах подпольщиков Амилкара Овьедо, Карлоса Манкуэло, братьев Родольфо и Бенжамина Рамирес Вильялба (при этом братья Рамирес Вильялба, как и Агустин Гоибуру реально планировали убийство Стресснера — такого рода попытки дважды предпринимались в 1974, но были безуспешны.)
Спецслужбы Парагвая, находившиеся в ведении Монтанаро, активно участвовали в международной антикоммунистической Операции «Кондор». В рамках «Кондора» были совершены похищения и убийства Гоибуру и Майданы.
Особым направлением репрессий были преследования католической церкви Парагвая. По приказу Монтанаро был изгнан из страны испанский священник-иезуит Франсиско де Паула Олива. Похищениям, пыткам, избиениям подвергались священник-уругваец Уберфиль Монсон, парагвайские священники Андрес Рубио и Лелис Родригес. За эти действия Сабино Монтанаро дважды — в 1969 и 1971 — был отлучён от церкви архиепископами Асунсьона Анибалем Мена Порта и Исмаэлем Ролоном Сильверо. В сентябре 1972 силовики МВД и партийные боевики Колорадо жёстко подавляли волнения в Католическом университете Асунсьона.
Сабино Монтанаро входил в ближний круг Стресснера, принадлежал к верхушке режима. Эта группа называлась Cuatrinomio de oro — «Золотой квадрат»: Сабино Монтанаро (МВД), Эухенио Хаке (Минюст), Адан Годой (Минздрав), Марио Абдо Бенитес-старший (личный секретарь президента). Впоследствии Монтанаро характеризовался как «ужасающий министр внутренних дел». Занимал пост вице-президента Колорадо, был одним из лидеров фракции Militancia — самых радикальных стронистов, сторонников максимального ужесточения режима, пожизненного правления Альфредо Стресснера и передачи власти по наследству сыну диктатора Густаво Стресснеру-младшему.

## Падение и эмиграция
3 февраля 1989 в Парагвае произошёл военный переворот. В результате ожесточённого вооружённого столкновения Альфредо Стресснер был отстранён от власти. Новым президентом Парагвая стал генерал Андрес Родригес (идеологом переворота являлся предшественник Монтанаро на министерском посту Эдгар Инсфран). Одиозная репутация Сабино Монтанаро не оставляла для него иного варианта, кроме бегства под угрозой ареста и суда. Он успел скрыться в посольстве Гондураса и через некоторое время вылетел в Тегусигальпу.
Двадцать лет Сабино Монтанаро прожил в Гондурасе. Первоначально он испытывал параноический страх за свою жизнь, но постепенно вернулся к адекватности. Сменил конфессию, принял евангелизм, стал протестантским проповедником. Регулярно перезванивался с жившим в Бразилии Альфредо Стресснером. Неоднократно выражал желание вернуться, дабы умереть на родине.

## Суд и смерть
1 мая 2009 Сабино Монтанаро возвратился в Парагвай. Первоначально он был помещён в асунсьонскую тюрьму Такумбу, но через несколько дней — в силу преклонного возраста и слабого здоровья — переведён под домашний арест на условиях денежного залога.
В отношении Монтанаро были возбуждены несколько уголовных дел по фактам злоупотребления властью, незаконных арестов, применения пыток и убийств. Родственники погибших оппозиционеров требовали для него тюремного заключения.
Судебный процесс в отношении Сабино Монтанаро не был доведён до приговора. Через два с половиной года после возвращения он умер в возрасте 89 лет.

## Семья
Сабино Монтанаро был женат, имел четверых детей. Его жена Марта Беатрис Талавера и сын Аугусто Гуадалупе были замечены в финансовых манипуляциях с консалтинговой компанией Mossack Fonseca.
Паулина Монтанаро, внучка Сабино Монтанаро, получила известность выступлениями в социальных сетях в поддержку своего деда и его борьбы с коммунизмом.